# Rawan
Rawan is een bestuurslaag in het regentschap Probolinggo van de provincie Oost-Java, Indonesië. Rawan telt 1131 inwoners (volkstelling 2010).